# アラガント級防護巡洋艦
| アラガント級防護巡洋艦 | アラガント級防護巡洋艦 |
| ---------------------- | --- |
| 写真はフューリアス     | |
| 艦級概観               | |
| 艦種                   | 二等防護巡洋艦 |
| 艦名                   | |
| 前級                   | エクリプス級防護巡洋艦 |
| 次級                   | ハイフライヤー級防護巡洋艦 |
| 性能諸元               | |
| 排水量                 | 常備：5,750トン |
| 全長                   | 104.24m 97.54m(水線長) |
| 全幅                   | 17.53m |
| 吃水                   | 6.1m |
| 機関                   | ベルヴィール式石炭専焼水管缶18基 +直立型三気筒三段膨張式レシプロ機関2基2軸推進                                                                                          |
| 最大出力               | 10.000hp |
| 最大速力               | 19.0ノット |
| 航続距離               | 10ノット/9,000海里(石炭：1,175トン) |
| 乗員                   | 480名 |
| 兵装                   | 15.2cm単装速射砲4基4門 12cm単装速射砲6基6門 12ポンド単装速射砲8基8門 3ポンド単装速射砲3基3門 3ポンド機砲5基5門 45cm水中魚雷発射管単装2基2門、同水上魚雷発射管単装1基1門 |
| 装甲                   | 甲板：38～76mm(甲板全面) 主砲防盾：114mm(前盾) 司令塔：229mm |

アラガント級防護巡洋艦 (Arrogant class cruiser) は、イギリス海軍の防護巡洋艦で同海軍では船体サイズから二等防護巡洋艦と呼称していた。本級はイギリス海軍1895年艦隊整備計画により整備されたが、本級のみは植民地警護用に建造された他の二等防護巡洋艦とは異なり、敵艦を衝角攻撃で撃破するために設計され4隻が建造された。

## 概要

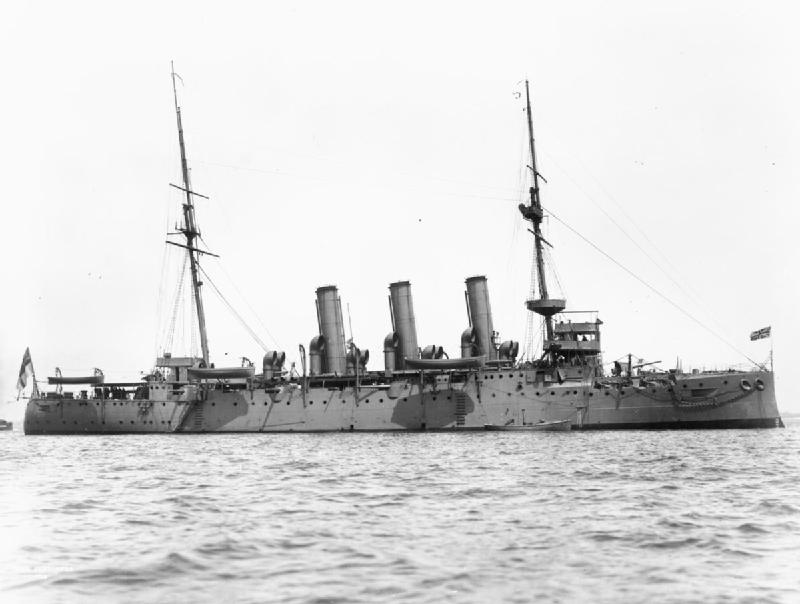
写真は「グラディエーター」。

本級は前述の通り、衝角攻撃に適するように船体形状が設計されている。回避行動を行うであろう敵艦に的確に艦首を突き立てるために船体形状を運動性能が良くなる様に縦/横の比率は5.6と言う非常に肥えた船体形状をしているのが外観上の特徴である。このお陰で本級の旋回半径は115mまでに短縮された。なお、前級であり汎用巡洋艦として設計されたエクリプス級では縦/横の比率は6.5で旋回半径は198mという事からも本級の運動性能のよさが窺える。
また、敵艦への最終突入時の微調整をするために舵を通常は艦尾のみに着いている所を、本級では艦首と艦尾の二箇所に着けられた。また、敵艦から突撃を阻止せんと砲撃を受ける事を考慮し、主砲の15.2cm単装速射砲4門中3門を艦首甲板に三角状に配置し、艦首方向に極力3門が向けられるようにしている他、司令塔の防御には前弩級戦艦なみの229mm装甲が貼られ、更に艦首区画も装甲化するまでの念の入りようであった。更に、ダッシュ性を高めるために、既存艦では旧態化が否めない円缶であったのを、本級は高性能ボイラーであるフランス製のベルヴィール式水管缶を導入した。この採用は機関性能の向上をもたらし、前級のエクリプス級が円缶8基で8,000hpであった所を、本級はベルヴィール式石炭専焼水管缶18基と三段膨張式三気筒レシプロ機関2基2軸を組み合わせ、一挙に25%増しである10,000hpを発揮した事で証明できる。これのおかげで前級の19.5ノットに対し、抵抗の強い船体形状でありながら19ノットと僅か0.5ノットの減少で済んだのである。なお、機関の向上にともない前級が2本煙突であった所を、本級では3本煙突となっている。

## 同型艦
- アラガント - HMS Arrogant
- フューリアス - HMS Furious
- グラディエーター - HMS Gladiator
- ヴィンディクティブ - HMS Vindictive

## 参考図書
- 「Conway All The World's Fightingships 1860-1905」（Conway）
- 「Conway All The World's Fightingships 1906–1921」（Conway）
- 「世界の艦船増刊第46集　イギリス巡洋艦史」（海人社）